# Бережанская городская община
Бережанская городская община (укр. Бережанська міська громада) — территориальная община в Тернопольском районе Тернопольской области Украины.
Административный центр — город Бережаны.
Население составляет 26592 человека. Площадь — 242,5 км².
В соответствии с распоряжением Кабинета Министров Украины от 12 июня 2020 года, в состав общины вошла территория Бережанского городского совета, а также Бищевского, Жовновского, Жуковского, Куропатницкого, Надречнянского, Потуторского, Посуховского, Урманского и Шибалинского сельских советов упразднённого Бережанского района.

## Населённые пункты
В состав общины входят 1 город и 20 сёл:
- Город Бережаны
  - Лесники
  - Рай
  - Посухов
- Бищевский старостинский округ:
  - Бище
  - Залужье
  - Поручин
- Жовновский старостинский округ:
  - Жовновка
- Жуковский старостинский округ:
  - Гиновичи
  - Жуков
  - Подлесное
- Куропатницкий старостинский округ:
  - Барановка
  - Куропатники
  - Ясное
- Надречнянский старостинский округ:
  - Надречное
- Потуторский старостинский округ:
  - Потуторы
- Урманский старостинский округ:
  - Краснопуща
  - Плихов
  - Урмань
- Шибалинский старостинский округ:
  - Комаровка
  - Шибалин